# Parc Sacher

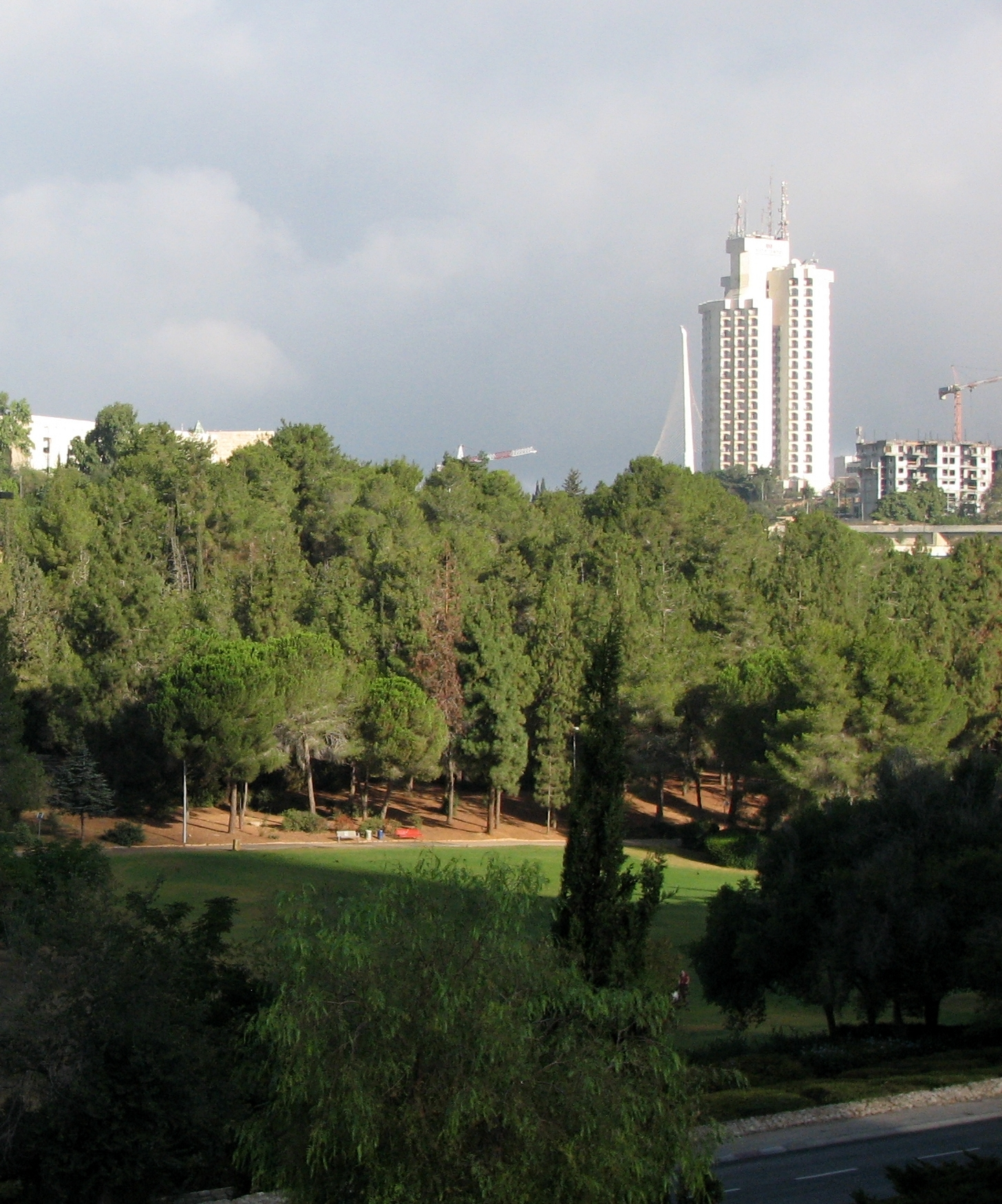
Vue du Parc

Le parc Sacher (de l'hébreu: גן סאקר) est le plus grand parc public dans le centre de Jérusalem, Israël, près des quartiers de Kiryat Wolfson et Nachlaot et jouxte le Gouvernement d’Israël.
Le parc a été créé en 1963, et nommé d'après Harry Sacher, une figure importante de l'Organisation sioniste mondiale. Il a été conçu par Yahalom Tsour, et il comprend des pelouses, des sentiers de randonnée, des aires de pique-nique, des aires de jeux, des skate-parcs, et un parcours pour chiens.
En avril 1996, un Bonshō, c'est-à-dire une grande cloche japonaise, a été installée dans le parc. Elle a été gravée d'inscriptions en hébreu, en arabe, en japonais et en anglais, tous contenant le mot “paix”, ainsi que d'une gravure d'un verset des Psaumes (Tehilim 122): "Priez pour la paix de Jérusalem ; sereins seront ceux qui vous aiment."